# Parafia Matki Bożej Częstochowskiej w Krakowie (Nowa Huta)
Parafia Matki Boskiej Częstochowskiej w Krakowie – parafia rzymskokatolicka należąca do dekanatu Kraków-Mogiła archidiecezji krakowskiej na osiedlu Szklane Domy.

## Historia parafii
Na początku był przydrożny krzyż. Przy szerokiej, kamiennej drodze z Bieńczyc do Mogiły mieszkańcy wsi postawili w 1880 roku drewniany krzyż, który w 1932 roku zamieniono na żelbetonowy. Droga biegła pomiędzy polami mieszkańców Bieńczyc a rozległymi obszarami ziem należących do Cystersów. W 1945 roku żołnierze Armii Czerwonej sprofanowali krzyż – lewe ramię figury Chrystusa zostało odstrzelone przez radzieckiego żołnierza. Wizerunek Pana Jezusa naprawiono, a w kaplicy w Bieńczycach (obecnie, w tym miejscu stoi „ Arka Pana ”) odprawiono nabożeństwo ekspiacyjne, które sprawował ks. Franciszek Kolasa z klasztoru z Mogiły. Po latach, w wyniku budowy Nowej Huty, krzyż został przysłonięty przez „szwedzki blok”.
W 1976 ks. kardynał Karol Wojtyła podzielił ogromną parafię bieńczycką na cztery, a mogilską na dwie. I od razu powołał proboszczów i wikariuszy tych wirtualnych jednostek duszpasterskich.

6 czerwca 1977 roku delegacja z parafii zawiozła księgę próśb o budowę Kościoła do Ministerstwa Wyznań w Warszawie. Na tę zbiorową prośbę przysłano odpowiedź w dniu 19 czerwca 1977 roku, podpisaną przez Dyrektora Ministerstwa, mówiącą. 

iż w najbliższych latach sprawa budowy kościoła nie może być załatwiona pozytywnie...brak materiałów i są pilniejsze sprawy.

Od 1 maja 1978 roku przy tym krzyżu – teraz na osiedlu Szklane Domy- zaczęli gromadzić się wierni na modlitwie. W ciągu kolejnego miesiąca odprawiane były Msze Święte. Groźby władz spowodowały czasowe zawieszenie praktyk religijnych, które przywrócono po uzyskaniu pozwolenia na budowę. Od tej pory odprawiano niedzielną, wieczorną Mszę Św. dla mieszkańców z pobliskich osiedli. Licznie gromadzono się w czasie Adwentu, a pierwsza Pasterka została celebrowana przez biskupa Albina Małysiaka, w 1978 roku.
Dopiero pierwsza pielgrzymka Ojca Św. Jana Pawła II w 1979 roku i działalność „Solidarności” spowodowała podpisanie zgody na budowę.
5 marca 1981 roku Prezydent Miasta Krakowa wydał decyzję zezwalającą na budowę Kościoła i zaplecza duszpasterskiego.
W niedzielę Palmową 21 marca 1982 roku, po odśpiewaniu Gorzkich Żali, ks. Biskup Stanisław Smoleński, w otoczeniu wielotysięcznego tłumu wiernych, z krzyżem niesionym na ramionach dokonał poświęcenia placu na os. Szklane Domy pod budowę Kościoła.
W 1983 została utworzona Parafia Matki Boskiej Częstochowskiej na os. Szklane Domy. Jej pierwszym proboszczem został o. dr Niward Karsznia.
Kościół parafialny budowany w latach 1984–1994, został konsekrowany w 1995.
Od 1993 w budynkach klasztornych przy kościele działa Męskie Liceum Ogólnokształcące św. Bernarda OO Cystersów.
W latach 2014–2019 funkcjonowało tutaj także Ogólnopolskie Seminarium dla Starszych Kandydatów do Święceń.
Do parafii należą wierni Kościoła Katolickiego mieszkający przy ulicach i w osiedlach: pl. Centralny, Bulwarowa, Orkana, Rydza Śmigłego, al. Solidarności, Struga, Wojciechowskiego, os. Centrum A, B, C, D, os. Handlowe bez bloków nr 1 i nr 2, os. Hutnicze, os. Słoneczne, os. Stalowe, os. Szklane Domy, os. Szkolne.

## Wspólnoty parafialne
- Rada duszpasterska
- Służba Liturgiczna
- Chór i orkiestra kameralna "Cantores Beati Vincentii"
- Schola
- Duszpasterstwo młodzieży
- Róże Żywego Różańca
- Wspólnota Odnowy w Duchu Świętym – Metanoia
- Wspólnota Neokatechumenalna
- Koło Przyjaciół Radia Maryja

## Zakony wspomagające
- Siostry Służebniczki